# Louis Jacquinot

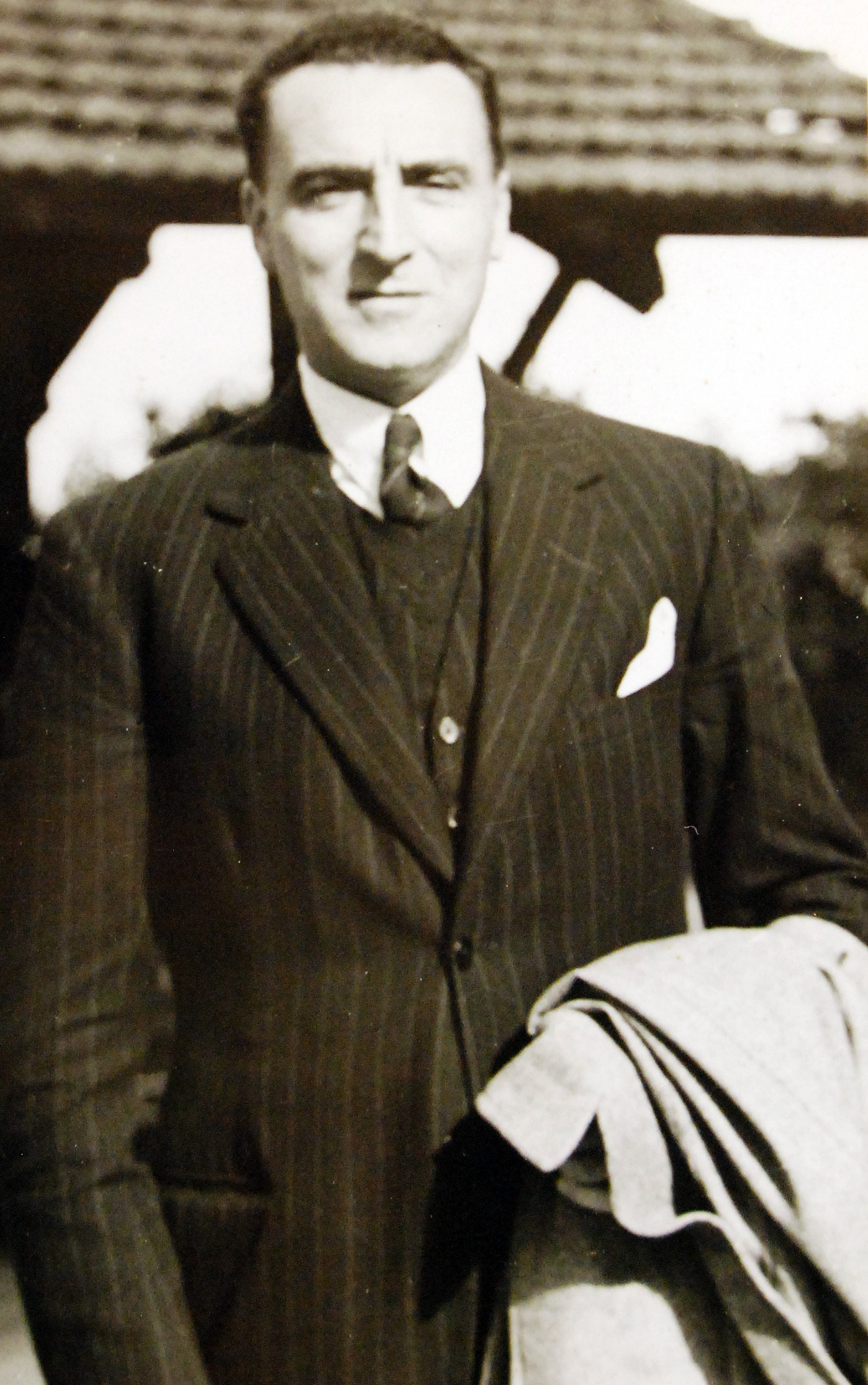
Louis Jacquinot trong nhiệm kỳ làm Cao ủy Hải quân

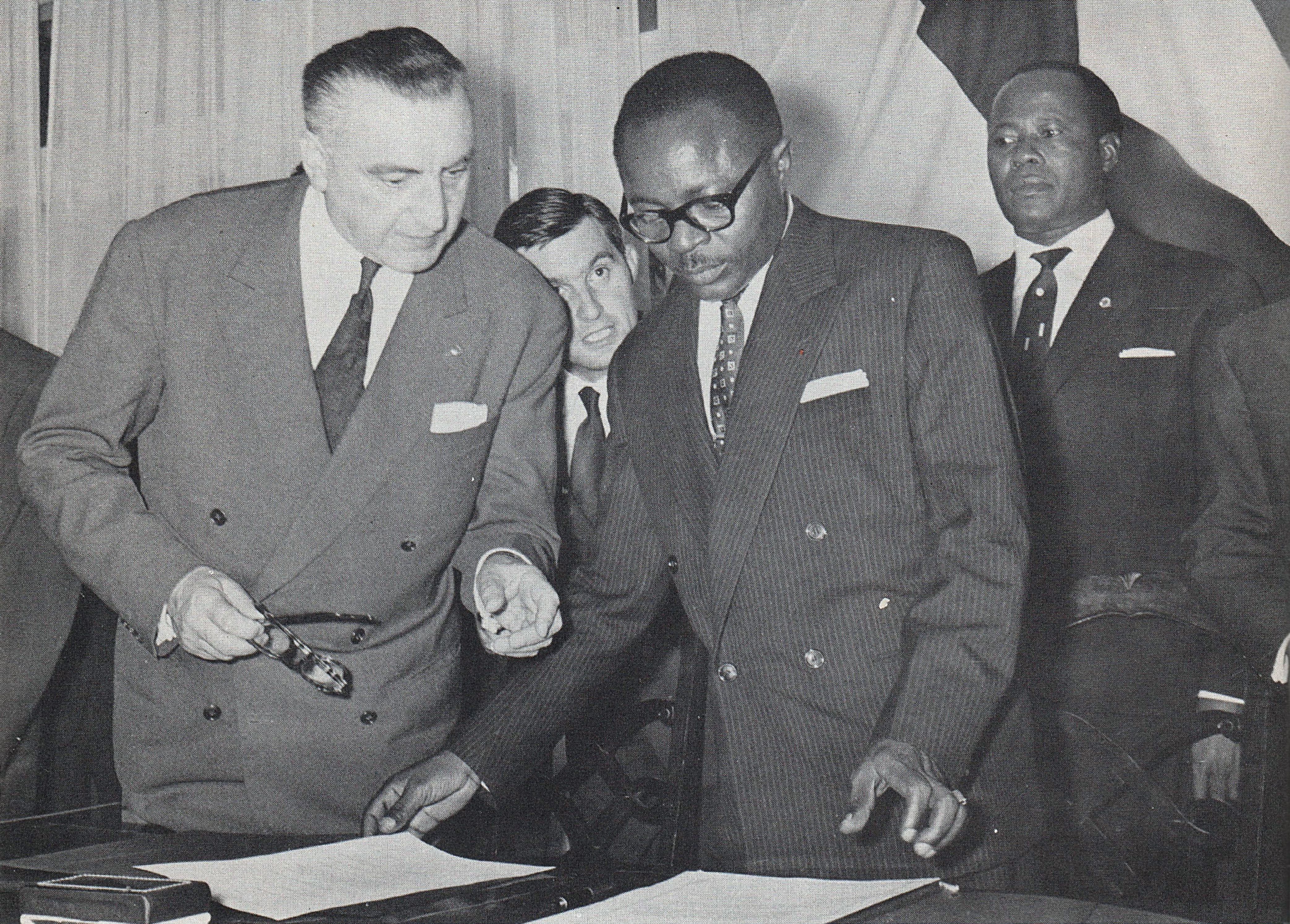
Louis Jacquinot (trái) và Chủ tịch Thượng Volta Maurice Yaméogo, 1960

Louis Jacquinot (16 tháng 9 năm 1898 – 14 tháng 6 năm 1993) là một luật sư và chính khách người Pháp, và là người đứng đầu văn phòng của Thủ tướng Raymond Poincaré.
Jacquinot được sinh ra tại Gondrecourt-le-Château (Meuse) vào năm 1898. Vào quốc hội năm 1932, sau đó ông phục vụ trong một thời gian ngắn với tư cách là ngoại trưởng phụ trách các vấn đề gia đình trong nội các của Paul Reynaud (1940). Ông phục vụ trong quân đội Thế chiến II và theo Tướng de Gaulle tới London. Ông từng là Cao ủy Hải quân trong các chính phủ lâm thời tại Algiers và Paris, Bộ trưởng Bộ Các vấn đề Hồi giáo (1945), Bộ trưởng Bộ Hải quân (Hải quân) (1947), Bộ trưởng Cựu chiến binh và Nạn nhân Chiến tranh (1949), Bộ trưởng Pháp ở nước ngoài (1951–52 và 1953–54).
Sau khi de Gaulle trở lại quyền lực vào năm 1958, ông được bổ nhiệm làm Bộ trưởng Nhà nước phụ trách nghiên cứu khoa học và sau đó cho Sahara. Là Bộ trưởng Bộ Ngoại giao, ông là thành viên của một "nhóm nghiên cứu" được thành lập bởi de Gaulle với mục đích đưa ra một hiến pháp cho nền đệ ngũ Cộng hòa. Sau đó, ông lại giữ vị trí Bộ trưởng Bộ Ngoại giao Pháp (1961–66). Ông cũng chủ trì Hội đồng chung của bộ phận Meuse ở tỉnh Lorraine. Một chính khách cánh hữu vừa phải trong thời kỳ đệ tam và Đệ tứ Cộng hòa của Pháp|đệ tứ Cộng hòa]], trong thời kỳ de Gaulle, ông đã bỏ phiếu với các nhà cộng hòa độc lập của Giscard d'Estaing và sau đó là thành viên của Liên minh Dân chủ Gaullist cho đệ ngũ Cộng hòa. Ông rời quốc hội năm 1973. Jacquinot kết hôn với vợ của cựu Bộ trưởng Tài chính Maurice Petche để được bầu làm tổng thống năm đó, nhưng ông là người đồng tính. Ông qua đời ở Paris năm 1993.